# Oissel-sur-Seine
Oissel-sur-Seine, anciennement Oissel jusqu'au 10 janvier 2025, est une commune française située dans le département de la Seine-Maritime en région Normandie.

## Géographie

### Localisation
La commune est située à 10 km au sud de Rouen, dans le centre de la Métropole Rouen Normandie, en bordure de la Seine.

### Communes limitrophes
| Petit-Couronne | Saint-Étienne-du-Rouvray | Gouy                 |
| Grand-Couronne | Oissel-sur-Seine         | Tourville-la-Rivière |
| Orival Cléon   | Tourville-la-Rivière     | Tourville-la-Rivière |

### Hydrographie
La commune est située dans le bassin Seine-Normandie. Elle est drainée par la Seine, un bras de la Seine et divers autres petits cours d'eau,.
La Seine constitue la limite est et sud du territoire communal. Elle prend sa source à Source-Seine, en Côte-d'Or, sur le plateau de Langres, traverse le département avec de larges méandres sur son flanc sud et se jette dans la Manche entre Le Havre et Honfleur. 
Huit plans d'eau complètent le réseau hydrographique : la mare Cornue (0,14 ha), la mare Coudry (0,11 ha), la mare Coudvelle (0,14 ha), la mare d'Oissel (0,04 ha), la mare du Puits (0,05 ha), le plan d'eau de la Longue Haie (11,34 ha), le plan d'eau de l'épine Jeannot (3,93 ha) et le plan d'eau du Neuf Attelé (0,21 ha),.

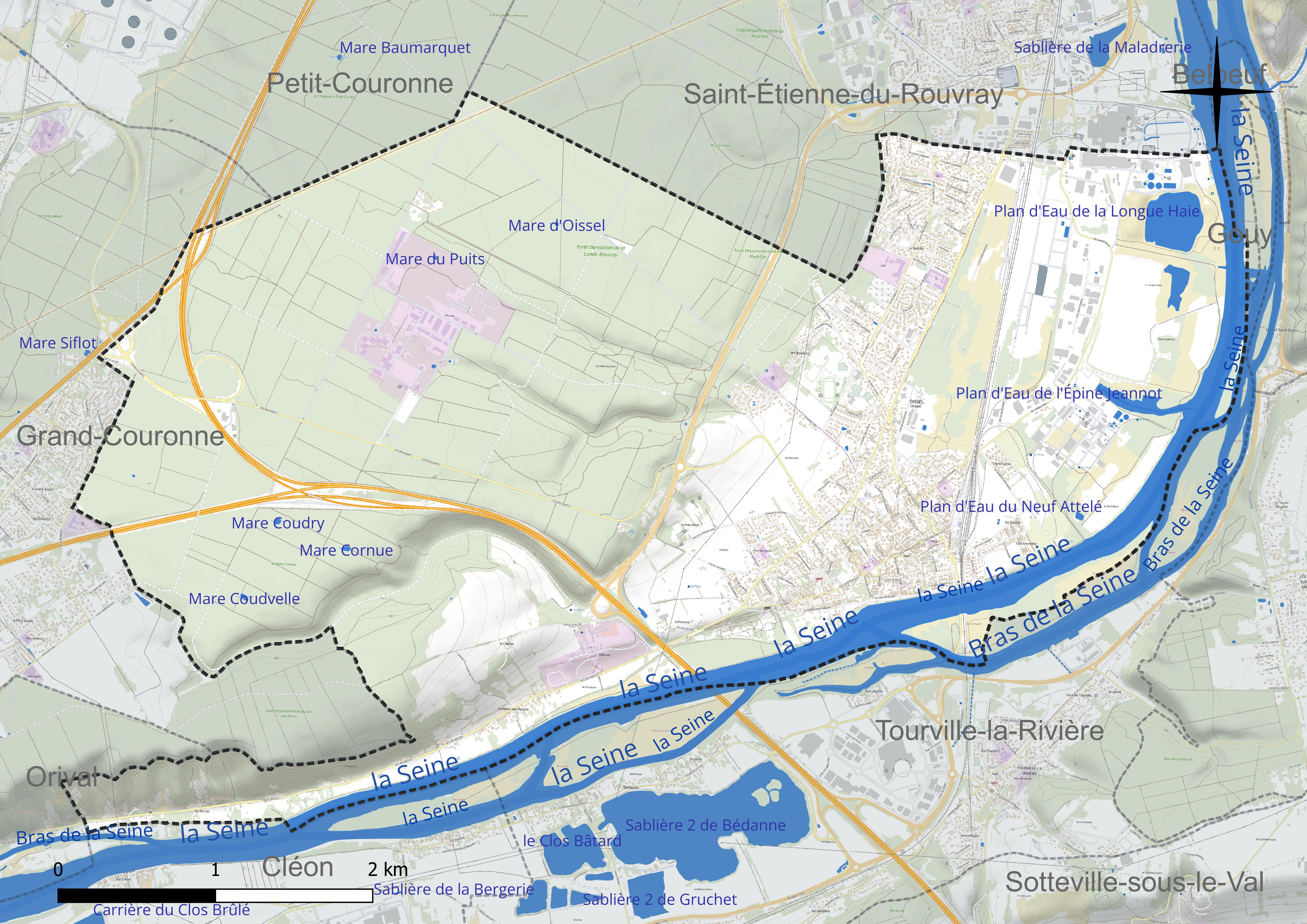
Réseau hydrographique d'Oissel-sur-Seine.

### Climat
Pour des articles plus généraux, voir Climat de la Normandie et Climat de la Seine-Maritime.
En 2010, le climat de la commune est de type climat océanique dégradé des plaines du Centre et du Nord, selon une étude du CNRS s'appuyant sur une série de données couvrant la période 1971-2000. En 2020, Météo-France publie une typologie des climats de la France métropolitaine dans laquelle la commune est exposée à un climat océanique et est dans la région climatique Côtes de la Manche orientale, caractérisée par un faible ensoleillement (1 550 h/an) ; forte humidité de l’air (plus de 20 h/jour avec humidité relative > 80 % en hiver), vents forts fréquents. Parallèlement le GIEC normand, un groupe régional d’experts sur le climat, différencie quant à lui, dans une étude de 2020, trois grands types de climats pour la région Normandie, nuancés à une échelle plus fine par les facteurs géographiques locaux. La commune est, selon ce zonage, exposée à un « climat contrasté des collines », correspondant au Pays d’Auge, Lieuvin et Roumois, moins directement soumis aux flux océaniques et connaissant toutefois des précipitations assez marquées en raison des reliefs collinaires qui favorisent leur formation.
Pour la période 1971-2000, la température annuelle moyenne est de 11,1 °C, avec une amplitude thermique annuelle de 13,7 °C. Le cumul annuel moyen de précipitations est de 771 mm, avec 12,2 jours de précipitations en janvier et 8 jours en juillet. Pour la période 1991-2020, la température moyenne annuelle observée sur la station météorologique la plus proche, située sur la commune de Boos à 10 km à vol d'oiseau, est de 10,9 °C et le cumul annuel moyen de précipitations est de 847,5 mm,. Pour l'avenir, les paramètres climatiques de la commune estimés pour 2050 selon différents scénarios d'émission de gaz à effet de serre sont consultables sur un site dédié publié par Météo-France en novembre 2022.

### Milieux naturels
L'île Mayeux et l'île aux Bœufs sont partagées entre la commune et Tourville-la-Rivière ; elles sont classées en zone naturelle d'intérêt écologique, faunistique et floristique (ZNIEFF).
Il en est de même pour les îles Durand et Sainte-Catherine.

## Urbanisme

### Typologie
Au 1er janvier 2024, Oissel est catégorisée centre urbain intermédiaire, selon la nouvelle grille communale de densité à sept niveaux définie par l'Insee en 2022.
Elle appartient à l'unité urbaine de Rouen, une agglomération inter-départementale regroupant 50  communes, dont elle est une commune de la banlieue,,. Par ailleurs la commune fait partie de l'aire d'attraction de Rouen, dont elle est une commune de la couronne,. Cette aire, qui regroupe 317 communes, est catégorisée dans les aires de 200 000 à moins de 700 000 habitants,.

### Occupation des sols
L'occupation des sols de la commune, telle qu'elle ressort de la base de données européenne d’occupation biophysique des sols Corine Land Cover (CLC), est marquée par l'importance des forêts et milieux semi-naturels (48,9 % en 2018), une proportion sensiblement équivalente à celle de 1990 (48,8 %). La répartition détaillée en 2018 est la suivante : 
forêts (40,9 %), zones urbanisées (14,5 %), zones industrielles ou commerciales et réseaux de communication (10,9 %), prairies (8,4 %), milieux à végétation arbustive et/ou herbacée (8 %), zones agricoles hétérogènes (6,6 %), eaux continentales (4,4 %), terres arables (2,4 %), mines, décharges et chantiers (2,3 %), espaces verts artificialisés, non agricoles (1,4 %). L'évolution de l’occupation des sols de la commune et de ses infrastructures peut être observée sur les différentes représentations cartographiques du territoire : la carte de Cassini (XVIIIe siècle), la carte d'état-major (1820-1866) et les cartes ou photos aériennes de l'IGN pour la période actuelle (1950 à aujourd'hui).

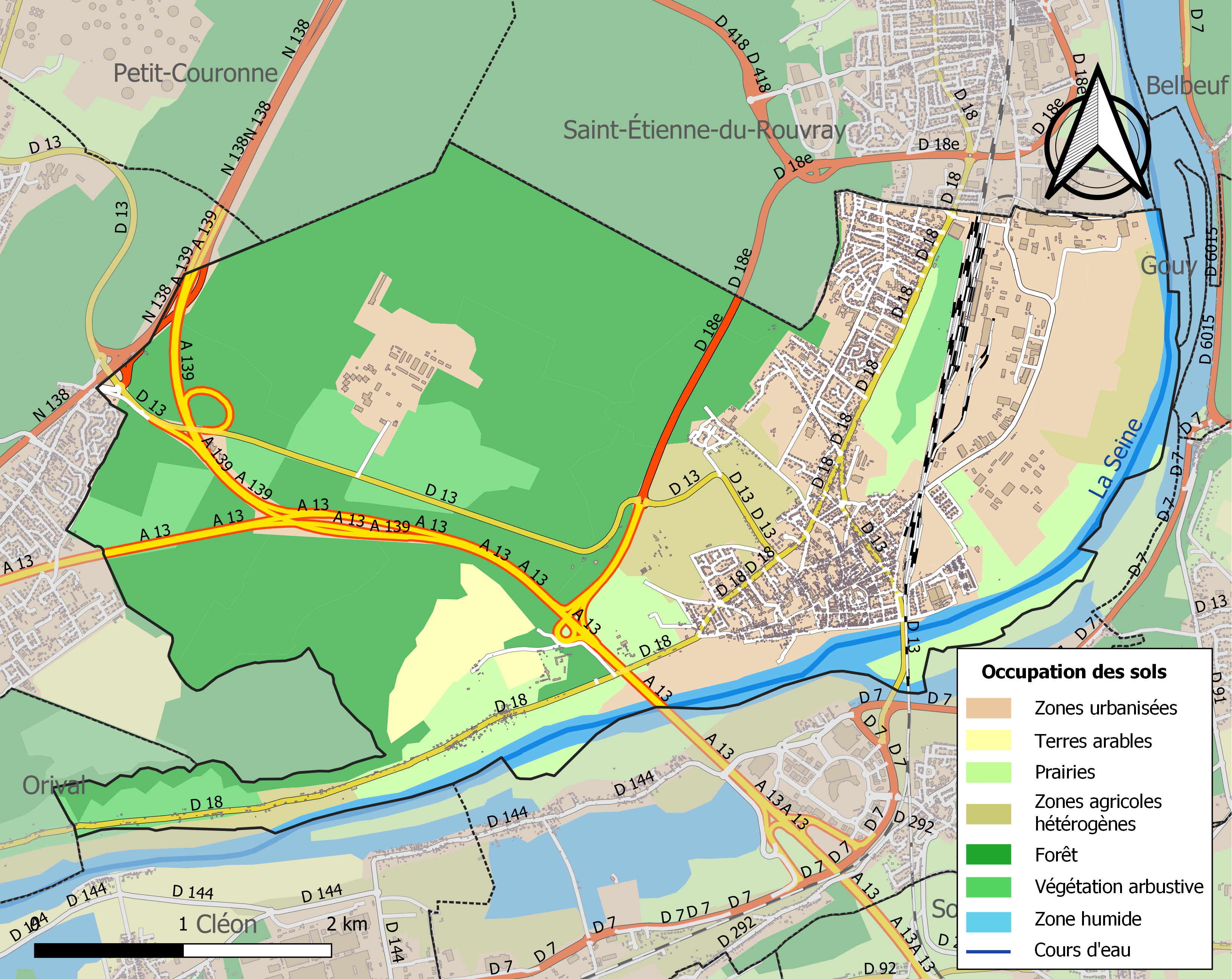
Carte des infrastructures et de l'occupation des sols de la commune en 2018 (CLC).

### Voies de communication et transports
Oissel-sur-Seine est desservie par les bus du réseau Astuce.
La ligne F3 relie Oissel-sur-Seine au centre-ville de Sotteville-lès-Rouen en 45 minutes environ avec un bus toutes les dix minutes en moyenne. Cette ligne est placée en correspondance avec la ligne de métro à Hôtel-de-Ville de Sotteville en direction de Rouen.
La ligne F relie le pôle multimodal d'Oissel-sur-Seine jusqu'à la Z.I. l'Oison de la ville de Saint-Pierre-lès-Elbeuf, en 45 minutes environ avec une fréquence d'un bus toutes les 20 minutes. Elle passe par le centre commercial de Tourville-la-Rivière.
La ligne I relie l'école de police d'Oissel-sur-Seine jusqu'au Centre commercial de Tourville avec un bus toutes les 1 heure.
Oissel-sur-Seine dispose d'une gare TER du réseau TER Normandie placée en correspondance des lignes de bus F3, F et I. Cette gare est située sur les lignes Paris – Le Havre et Yvetot – Saint-Aubin-lès-Elbeuf et propose des allers-retours à une fréquence élevée entre Rouen et Oissel.

## Toponymie
Le nom de la localité est attesté sous les formes latinisées Oscellus au IXe siècle (Miracula Germani), Oscellum en 996 - 1026, Oizsel entre 1055 et 1066,.
Le nom du lieu appartient à toute une série bien connue de toponymes, tels qu'Oisseau, Ussel, Usseau, etc. qui sont issus du gaulois uxsello- signifiant « haut » (cf. irlandais uasal, gallois uchel et breton uhel), ou encore « élevé » et qui sert de qualificatif à une divinité païenne dans des inscriptions celto-latines :
Deo Marti Ocello (Carlisle, Angleterre)
Deo Uxello (Bibl. Nat. Bronze)
Ocello Vellauno (Evans)
Jovi optimo maximo uxellimo (Allemagne)
Ça semble bien être le cas ici, puisqu’Oissel ne se trouve pas sur un lieu élevé mais dans la vallée de la Seine. Peut-être un culte à sainte Catherine a-t-il remplacé un culte à une divinité païenne initiale au moment de la christianisation selon un processus bien connu par ailleurs ? En tout cas, dès le Moyen Âge, il est fait référence à une île d'Oissel dénommée Sainte-Catherine.
C'est de cet endroit que les Vikings seraient partis pour lancer leurs raids dans la vallée de la Seine. Apparemment, ils vont eux-mêmes rebaptiser l'île d'Oissel en Thorholmr « île de Thor » qu'on retrouve par exemple dans un titre de Robert le Magnifique en 1030 sous la forme latinisée Torhulmus, mais contrairement à celui de l'île de Korholmr (Petit et Grand-Couronne), son nom norrois va disparaitre, remplacé définitivement par Sainte-Catherine.
Il n'est pas certain que le nom de Thor (Þórr) fasse référence au dieu, en effet l'île d'Oissel est située juste en face de Tourville-la-Rivière (Tor villam 996 - 1026) qui s'explique bien plutôt par un nom de personnage Þórr (Thor), fréquemment attesté comme anthroponyme dans l'onomastique norroise. Ce genre de relation entre deux lieux contigus se retrouve à plusieurs reprises dans la toponymie normande.
Le 10 janvier 2025, la modification du nom de la commune en Oissel-sur-Seine est parue au Journal officiel pour une date d'effet au 11 janvier 2025.

## Histoire
Situé en bord de Seine, au pied d'un plateau couvert de forêt riche en gibier, le site d'Oissel est occupé dès la préhistoire. Gaulois et Gallo-romains y ont laissé des voies de communication et un temple, au lieu-dit la Mare-du-Puits.
Des sarcophages mérovingiens furent également mis au jour.
Les Vikings y créèrent une forteresse qu'ils utilisèrent comme base pour leurs raids vers Rouen et Paris. En automne 858, elle est assiégée par les troupes du roi Charles II le Chauve.
En 1082, Guillaume le Conquérant, duc de Normandie et roi d'Angleterre, y réunit un concile de hauts dignitaires de l'Église en présence de barons anglo-normands au sujet d'un différend sur la peine de mort entre l'archevêque de Rouen et l'abbé de Saint-Wandrille. Fief royal, Richard Cœur de Lion y installa un rendez-vous de chasse où séjourna Philippe le Bel en 1312. Ce manoir, profondément modifié au cours des siècles, est aujourd'hui la mairie.
Vers 1250, le roi Louis IX (Saint-Louis) créa la sergenterie d'Oissel en la paroisse de Saint-Martin en la vicomté de Rouen. Elle comprenait dès son origine la glèbe de la franche sergenterie de bois fieffés et héréditaire en la forêt du Rouvray, des fiefs tenus en perpétuel héritage de divers fiefs de haubert.
Parmi les sergents de la garde du roi en la forêt du Rouvray, qui devaient rendre foi et hommage au roi, puis faire aveu de leurs avoirs, on trouve les noms de Hue Bécourt (aveu du 3 avril 1383), Jehan Leprevost (aveu du 2 février 1419), Guernet Lynant et Jacques Lynant, ce dernier vendant et transmettant à fin d’héritage l’ensemble de la Sergenterie le 23 mars 1480 à Jehan Vauquelin (aveu du 26 août 1484), Jacques Vauquelin en hérita (aveu du 31 juillet 1515). Puis se succède la longue lignée des Duhaze, avec Robin Duhaze qui en hérita par sa mère Anne Vauquelin (aveu du 1er juin 1532), jusqu'à Antoine Duhaze (aveu du 30 septembre 1686), et Jean Thomas Duhaze. La sergenterie fut supprimée vers 1764.
Le manoir de La Chapelle porta différents noms : ferme de la Chapelle, ferme à Dupont au début du XXe siècle. Elle a été acquise par les Papeteries de La Chapelle en 1929 et dotée alors d'un château. Le colombier à pied et le puits à colonnes (bien que ce dernier fût déplacé à plusieurs reprises) sont parvenus relativement intacts depuis le XVIe siècle.
En 1639, lors de la révolte des va-nu-pieds contre les impôts et la famine, c'est à Oissel que les troupes envoyées par le roi furent hébergées. L'épidémie de peste de 1649-1650 dévasta la commune, une nouvelle épidémie de choléra en 1832 fit de nombreuses victimes.
Après la guerre franco-allemande de 1870, les Prussiens s'installèrent en 1871 dans la ville et incendièrent en partie la mairie.
La Première Guerre mondiale fit de nombreux ravages puisque 20 % de la population adulte fut décimée[réf. nécessaire].
En septembre 1914, un commando allemand fut chargé de faire sauter les ponts d'Oissel. Il fut arrêté in extremis à Sotteville-sous-le-Val.
Lors de la Seconde Guerre mondiale, de 1940 à 1944, les Allemands s'installèrent à nouveau à Oissel pour défendre le nœud ferroviaire stratégique entre la Normandie et Paris. 43 bombardements alliés en 5 ans firent des dégâts considérables : 249 immeubles furent détruits, 1 475 autres endommagés. Au cours de ces trois conflits, les Osseliens montrèrent un esprit de résistance et de solidarité rare comme Édouard Turgis, Paul Henri Mongis et Émile Billoquet, trois noms inscrits à jamais dans la mémoire d'Oissel.
Le 71e régiment du génie, basé à Oissel, est dissous en 1997.

## Centre de rétention administrative et École de police
Depuis avril 2004, Oissel est le lieu d'implantation du Centre de rétention administrative d'Oissel, habilité à accueillir des familles (19 lits), en vue de l'instruction administrative de leur retour dans leur pays d'origine. Les étrangers en situation irrégulière qui y sont retenus entre deux et 90 jours viennent de toutes les régions de France, et principalement des régions limitrophes de la Normandie.
Oissel dispose d'une École nationale de police.

## Politique et administration

### Rattachements administratifs et électoraux
La commune se trouve dans l'arrondissement de Rouen du département de la Seine-Maritime. Pour l'élection des députés, elle fait partie depuis 1988 de la troisième circonscription de la Seine-Maritime.
Elle faisait partie de 1793 à 1801 du canton d'Elbeuf, année où elle intègre le canton de Grand-Couronne. En 1903, elle est rattachée au Sotteville puis, en 1982, au canton de Saint-Étienne-du-Rouvray. Dans le cadre du redécoupage cantonal de 2014 en France, la commune est désormais incluse dans le canton de Saint-Étienne-du-Rouvray.

### Intercommunalité
La commune était membre de l'agglomération de Rouen, une communauté d'agglomération créée le 1er janvier et qui succédait au SIVOM de l'agglomération rouennaise est créée en 1974.
Le 1er janvier 2010, celle-ci a fusionné avec l'Agglo d'Elbeuf et les communautés de communes de Seine-Austreberthe et du Trait-Yainville afin de former la Communauté d'agglomération Rouen-Elbeuf-Austreberthe (CREA), qui s'est transformée en 2015 en Métropole Rouen-Normandie, dont la commune est toujours membre.

### Européennes de 2024
Aux élections européennes du 9 juin 2024, Jordan Bardella (Rassemblement national) arrive en tête et en hausse de 9 points(36,50% contre 27,49% en 2019),,dans le sillage des 7 points gagnés au niveau national. Dans cette commune, Manon Aubry arrive deuxième (14,06% contre 9,89% en 2019),, et la liste du Parti communiste français troisième (10,77% contre 11,46% en 2019),. La participation est en baisse, à 49,18% contre 52,33%,, devenant inférieure à la moyenne nationale (52,50%).

### Liste des maires
| Période                                  | Période                    | Identité              | Étiquette    | Qualité |
| ---------------------------------------- | -------------------------- | --------------------- | ------------ | --- |
| Les données manquantes sont à compléter. |                            |                       |              | |
| 1800                                     | 1807                       | Michel Horcholle      |              | |
| 1807                                     | 1813                       | Jean Duteurtre        |              | |
| 1813                                     | 1816                       | Nicolas Boimard       |              | |
| 1816                                     | 1819                       | Amable Fosse          |              | |
| 1819                                     | 1829                       | Pierre-Nicolas Ruel   |              | |
| 1829                                     | 1839                       | Antoine Potel         |              | |
| 1839                                     | 1843                       | François Déhais       |              | |
| 1843                                     | 1848                       | Pierre Turgis         |              | |
| 1848                                     | 1860                       | Louis Ruel            |              | |
| 1860                                     | 1867                       | Antoine-Nicolas Potel |              | |
| 1867                                     | 1885                       | Édouard Turgis        |              | Filateur à Elbeuf |
| 1885                                     | 1892                       | Alexandre Potel       |              | |
| 1892                                     | 1907                       | Félix Déhais          |              | |
| 1907                                     | 1908                       | Gustave Dantan        |              | |
| 1908                                     | 1912                       | Désiré Fenot          |              | |
| 1912                                     | 1919                       | Eugène Plantrou       |              | Industriel |
| 1919                                     | 1929                       | Gustave Boimard       |              | |
| 1929                                     | 1944                       | Maurice Gautier       | PCF puis PUP | Menuisier aux chemins de fer de l’État, Syndicaliste unitaire Député de Seine-Inférieure (1924 → 1928) Conseiller général de Sotteville-lès-Rouen (1928 → 1932)                                         |
| 24 août 1944                             | 20 décembre 1969           | Marcel Billard        |              | |
| 1970                                     | mars 1977                  | Adrien Corvaisier     |              | |
| mars 1977                                | 1982                       | Pierre Toutain        | PCF          | Instituteur, militant syndical, militant pacifiste |
| 1982                                     | mars 2014                  | Thierry Foucaud       | PCF          | Opérateur en produits chimiques Sénateur de Seine-Maritime (1998 →2018) Vice-Président du Sénat (2011 → 2017) Conseiller régional de Haute-Normandie[Quand ?] Vice-président de la CA de Rouen[Quand ?] |
| mars 2014                                | En cours (au 10 août 2020) | Stéphane Barré        | PCF          | Ancien champion d’aviron Conseiller départemental de Saint-Étienne-du-Rouvray (2017 →) Réélu pour le mandat 2020-2026                                                                                   |

### Jumelages
- Anderten (Allemagne) depuis 1969[43].
- Shepton Mallet (Royaume-Uni) depuis 1997[43].
- Fort Dauphin (Madagascar) depuis 2000[43].

## Population et société

### Démographie
L'évolution du nombre d'habitants est connue à travers les recensements de la population effectués dans la commune depuis 1793. Pour les communes de plus de 10 000 habitants les recensements ont lieu chaque année à la suite d'une enquête par sondage auprès d'un échantillon d'adresses représentant 8 % de leurs logements, contrairement aux autres communes qui ont un recensement réel tous les cinq ans,.

En 2022, la commune comptait 12 287 habitants, en évolution de +5,49 % par rapport à 2016 (Seine-Maritime : +0,35 %, France hors Mayotte : +2,11 %).
| 1793  | 1800  | 1806  | 1821  | 1831  | 1836  | 1841  | 1846  | 1851  |
| ----- | ----- | ----- | ----- | ----- | ----- | ----- | ----- | ----- |
| 2 340 | 2 380 | 2 584 | 2 794 | 3 113 | 3 192 | 3 201 | 3 607 | 3 482 |

| 1856  | 1861  | 1866  | 1872  | 1876  | 1881  | 1886  | 1891  | 1896  |
| ----- | ----- | ----- | ----- | ----- | ----- | ----- | ----- | ----- |
| 3 589 | 3 685 | 4 181 | 4 211 | 3 951 | 4 015 | 4 080 | 3 948 | 3 855 |

| 1901  | 1906  | 1911  | 1921  | 1926  | 1931  | 1936  | 1946  | 1954  |
| ----- | ----- | ----- | ----- | ----- | ----- | ----- | ----- | ----- |
| 4 280 | 4 475 | 4 712 | 5 746 | 6 304 | 7 560 | 7 501 | 7 228 | 9 284 |

| 1962  | 1968  | 1975   | 1982   | 1990   | 1999   | 2006   | 2011   | 2016   |
| ----- | ----- | ------ | ------ | ------ | ------ | ------ | ------ | ------ |
| 9 962 | 9 949 | 10 501 | 11 712 | 11 444 | 11 053 | 11 558 | 11 395 | 11 647 |

| 2021   | 2022   | - | - | - | - | - | - | - |
| ------ | ------ | - | - | - | - | - | - | - |
| 12 367 | 12 287 | - | - | - | - | - | - | - |

### Enseignement
- école élémentaire Jean-Jaurès (architecte Georges Bourienne, 1933)
- école élémentaire Mongis-Jules Ferry
- école Louis-Pasteur
- école Saint-Joseph

### Santé
- L'hôpital d'Oissel est l'un des établissements de soins du CHU de Rouen.

## Culture locale et patrimoine

### Lieux et monuments
Malgré les destructions des guerres et la modernisation nécessaire, la ville d’Oissel a conservé de nombreuses traces de son passé. C’est d’abord en centre ville l’urbanisation qui vit le jour autour des filatures. Il est ainsi possible de retrouver les lotissements ouvriers nés autour des usines, les maisons des contremaîtres, des ingénieurs et des industriels. Il reste aussi trace des fermes ; si deux seulement sont encore en activité, les autres ont souvent été transformées en logements.
L’église d’Oissel, dédiée à saint Martin, fut fondée à l’époque mérovingienne. Mais le bâtiment fréquenté aujourd’hui par les fidèles ou par les passionnés de musique est une construction débutée au XVIe siècle, agrandie et achevée en 1871 (Jacques-Eugène Barthélémy architecte).
Vers 1250, le roi Louis IX (Saint-Louis) créa la sergenterie d’Oissel en la paroisse de Saint-Martin en la vicomté de Rouen. La sergenterie fut supprimée vers 1764. La chapelle Saint-Bonnet porta au fil du temps différents noms : ferme de la Chapelle, manoir de la Chapelle  Classé MH (1946), ferme à Dupont au début du XXe siècle. Elle a été acquise par les Papeteries de La Chapelle (aujourd'hui Otor) en 1929. Elle a été dotée d’un château d’époque relativement récente. Mais le miracle est que le colombier à pied et le puits à colonnes (bien que ce dernier fût déplacé à plusieurs reprises) sont parvenus jusqu'à nous en restant relativement intacts depuis le XVIe siècle.

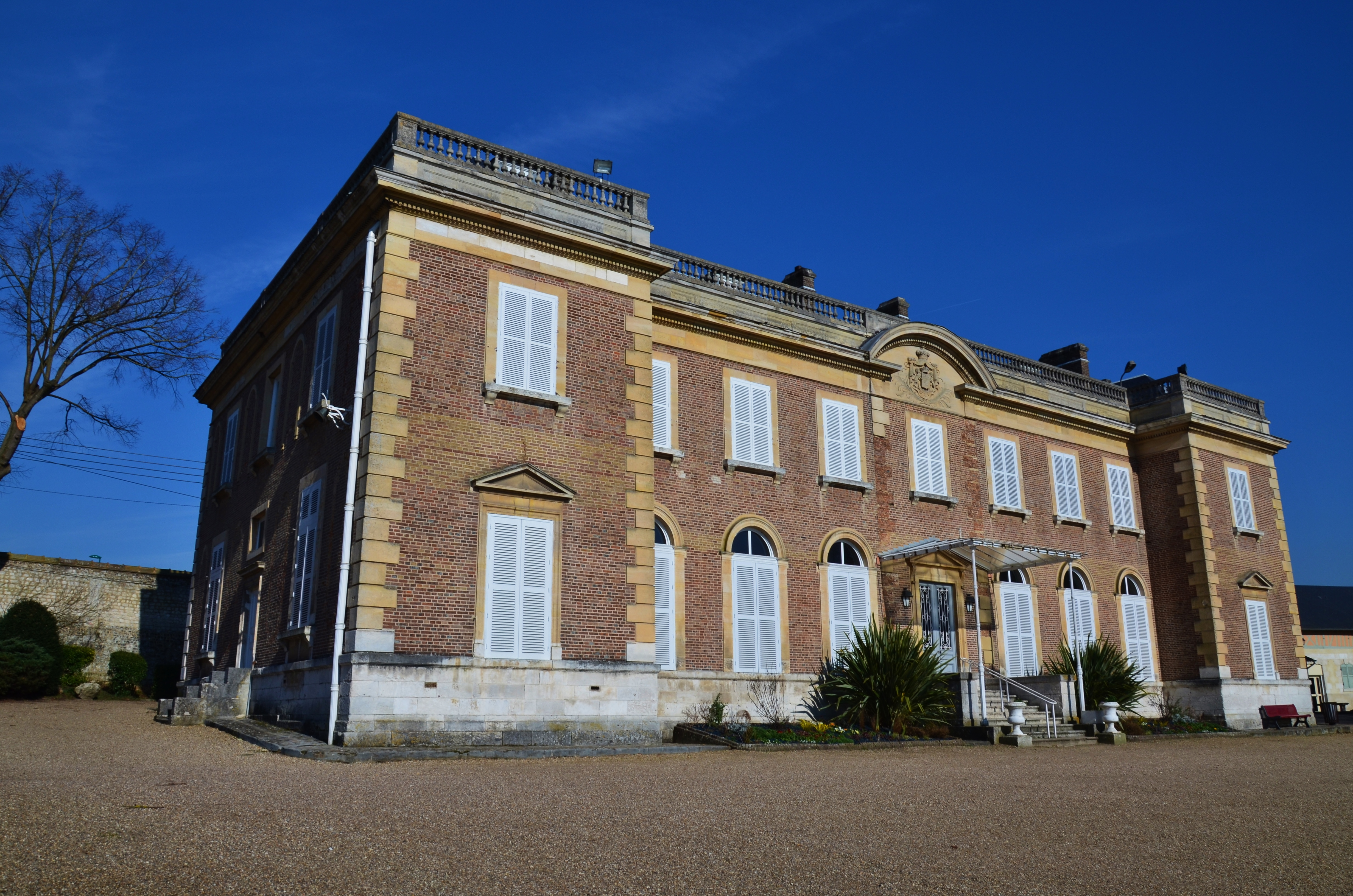
Château de la marquise.

Le château des Roches, lieu-dit Le Catelier, résidence de la famille Hély d'Oissel, qui abrita Raoul Grimoin-Sanson est une belle construction du XIXe siècle sur l'emplacement d’un château datant de Louis XIII dont il ne reste que le logement du directeur du Centre de formation Jean-L’Herminier. Dans le parc, on voit une chapelle néo-classique, bâtie par Raoul Grimoin-Sanson au début du XXe siècle pour les besoins de son film Le Comte de Griolet.
Dans le parc municipal peuvent être découverts le château de la marquise de Frondeville, dit aussi de la Perreuse, bâtisse du XVIIIe siècle, le pavillon Dambray de style Louis XVI, et la ferme normande.
Au Cercle des Loisirs, dans l’ancienne filature Dantan, peuvent être vus la machine à vapeur qui actionnait les métiers, le four l’alimentant en vapeur et la dynamo produisant l’électricité. (Machine Sabrou - 1920).
Enfin, on trouve le vestige rare d'une maison de fer dans celle située avenue du Général-de-Gaulle. Son inscription au titre des monuments historiques remonte à l'arrêté du 30 juillet 2012. Son dernier usage semble avoir été celui d'un garage de réparation à l'enseigne marque SIMCA.

### Personnalités liées à la commune
- Pierre de Contes (s.d.), premier seigneur de La Chapelle[50], un des premiers pirate ou corsaire du XVIe siècle ayant fait bâtir une seigneurie aux environs de Rouen[51],[52].
- Jean Rozé (s.d.), riche marchand rouennais, ayant participé au commerce international rouennais, fondateur de la Compagnie normande[53] pour laquelle Richelieu accorda le monopole du commerce du Sénégal et de la Gambie pour dix ans en 1633, puis celui de la Guinée en 1634, puis membre de la Compagnie des Cent-Associés. Il a possédé une maison située sur les quais de Seine d'Oissel[54], acquise à Simon Le Maistre, autre marchand rouennais.
- Simon Le Maître (s.d.), conseiller du roi, receveur général des décimes en Normandie, marchand de Rouen, a affrété un navire commandé par Sauveur Petit de la Saussaye en 1618 pour retirer les Pères Jésuites de Port-Royal, en Acadie (Canada) ; il a reçu la seigneurie de Lauzon, première seigneurie établie sur la rive sud du Saint-Laurent à Québec[55],[56]. Il a possédé un manoir sur les quais d'Oissel vendu à Jean Rozé.
- Famille Hély d'Oissel, cinq membres ont été au conseil d’administration de la Manufacture royale de glaces, puis Saint-Gobain, durant 122 ans[57].
- Louis-Alexandre Dambourney (1722-1795), botaniste, membre de l'Académie des sciences, il a perfectionné le procédé de teinture à partir de la garance. Il a vécu et travaillé dans une maison toujours visible sur les quais de Seine d'Oissel.
- Charles Henri Dambray (1760-1829), chancelier de France et président de la Chambre des Pairs de 1814 à 1829. Il a échappé à la Terreur vivant reclus dans une résidence située dans le parc château de l'actuel château de la Marquise.
- Abdon-Patrocle-Frédéric, baron Hély d'Oissel (1777-1833), haut fonctionnaire et homme politique français, membre de la Commission Cuvier qui a préparé la création de l'Académie de médecine. Quatre de ses descendants seront également présidents ou vice-présidents de Saint-Gobain, dont Pierre Hély d'Oissel au milieu du XXe siècle.
- Antoine Pierre Hély d’Oissel (1806-1868), fils du baron Abdon-Patrocle-Frédéric Hély d'Oissel, est un industriel français, conseiller d’État, président de Saint-Gobain de 1852 à 1866, administrateur de la Soudière de Chauny, de la Compagnie des chemins de fer de Paris à Lyon et à la Méditerranée (PLM).
- Frédéric de Reiset (1815-1891), pionnier de l'histoire de l'art, directeur des Musées nationaux de la IIIe République, né à Oissel, dans le manoir de Joseph Lambert, directeur de la Monnaie de Rouen, sur les quais de Seine.
- Raoul Grimoin-Sanson (1860-1941), pionnier du cinéma et inventeur du Cinéorama, réalisateur du premier opéra-comique, Le Comte de Griolet, avec lequel il a perfectionné le procédé de synchronisation de la musique avec le film[58],[59]. Il avait acquis le château de la famille Hély d'Oissel, aujourd'hui ce lieu abrite l'EPNAK d'Oissel.
- Louis Salou (1902-1948) acteur, y est né.
- Jacques Burel (1922-2000), peintre, y est né.
- Daniel Horlaville (1945-2019), footballeur, y est né.
- Thierry Foucaud, homme politique, né en 1954.
- Christophe Horlaville, footballeur, y est né en 1969.
- Johann Petit, billardiste master, y est né en 1975.
- Matthieu Louis-Jean, footballeur, né en 1976.
- Grégory Tafforeau, footballeur né en 1976, y a été formé.

### Héraldique
| Blason de Oissel-sur-Seine | Blason  | Parti au 1) d’argent à la cornue du même remplie à moitié de gueules, au 2) d’azur à la gerbe d’or ; sur le tout au chef de gueules chargé d’un léopard d’or armé et lampassé d’azur. |
| Blason de Oissel-sur-Seine | Détails | Le léopard d'or sur champ de gueules rappelle les armes de la Normandie. |